# Allegra Acosta
Allegra Acosta (ur. 12 grudnia 2002 w El Paso) – amerykańska aktorka. W latach 2017–2019 grała Molly Hernandez w serialu Runaways.

## Filmografia
| Rok       | Tytuł                                | Rola            | Uwagi              | Przypis |
| --------- | ------------------------------------ | --------------- | ------------------ | ------- |
| 2015–2016 | 100 rzeczy do przeżycia przed liceum | Aubrey Garcia   | Serial telewizyjny | [ 2 ]   |
| 2016      | Dodaj magii                          | Carmela         | Serial telewizyjny | [ 2 ]   |
| 2017–2019 | Runaways                             | Molly Hernandez | Serial telewizyjny | [ 2 ]   |